# Méité Sindou
Pour les articles homonymes, voir Sindou (homonymie).
 (mai 2014).
Si vous disposez d'ouvrages ou d'articles de référence ou si vous connaissez des sites web de qualité traitant du thème abordé ici, merci de compléter l'article en donnant les références utiles à sa vérifiabilité et en les liant à la section « Notes et références ».
Méité Sindou, né le 6 juillet 1966, est un journaliste et homme politique ivoirien.

## Biographie

### Études
Il est titulaire d'une maîtrise en droit option entreprise, obtenu à l'Université Félix-Houphouët-Boigny en 1990, diplôme qui a été couplé plus tard avec une formation en journalisme[évasif].

### Carrière journalistique
Il a été journaliste, rédacteur en chef, directeur général puis directeur de publication, associé-gérant et enfin administrateur au sein de plusieurs organismes de presse dont Mayama éditions, Nord Sud Communication et Edipresse. 

### Carrière politique
De 2007 à 2012, il est conseiller spécial et porte-parole du premier ministre de Côte d’Ivoire, Guillaume Soro. Il démissionne du mouvement de soutien à Soro en juin 2020.
A partir de 2011, il est le 4e responsable du secrétariat national à la gouvernance et au renforcement des capacités (SNGRC), où il poursuit la lutte contre la corruption. Il est limogé le 2 août 2017.
En juin 2022, il est nommé directeur de l'Agence de Soutien et de Développement des Médias (Asdm) de Côte d'Ivoire,.